# История Бургундии

Бургундия в составе Франкского государства (между Аквитанией и Швабией)

История Бургундии связана с одноименным топонимом, возникшим на карте Европы в эпоху Великого переселения народов. Само слово восходит к обозначению германского племени бургундов, которые во главе с Гундахаром создали в 413 году свое королевство со столицей в Вормсе (верхний Рейн). После нашествия гуннов зона расселения бургундов сместилась в район Женевы, а затем Бургундия расширилась в юго-западном направлении вдоль реки Роны (юго-восток Франция). В 457 году бургунды во главе с королем Гундиохом захватывают Лион, который становится столицей Бургундии. В конце V века в состав Бургундии входит Дижон. В 515 году бургундский король Сигизмунд основывает аббатство Святого Маврикия (ныне Швейцария, кантон Вале), которое становится важным христианским центром Бургундии.
Столкновения с Франкским государством привели к тому, что в 532 году бургундская армия Годомара была разгромлена в битве при Отёне (ныне Франция, Сона и Луара), а само их королевство возглавили правители из династии Меровингов. Бургундия превратилась в составную часть Франкского государства.

Бургундия (желтый цвет) и Священная Римская империя в X веке

В 843 году Верденский договор приводит к разделу Франкского государства. Средняя его часть в 855 году в свою очередь делится на Италию, Лотарингию и Прованс, который впоследствии начинает именоваться Нижней Бургундией. Коронованный в 879 году в Лионе Бозон Вьеннский усилил Нижнюю Бургундию, столицей которой стал Вьенн. В 888 году независимо от Нижней Бургундии появилась Верхняя Бургундия, королем которой стал Рудольф I. В 933 году обе Бургундии слились в одно королевство, столицей которого стал Арль, а королем Рудольф II. В 1032 году Бургундское королевство вошло в состав Священной Римской империи.
На северо-западе от Бургундского королевства в пределах королевства Франции существовало герцогство Бургундия, известное с IX века (Ричард I — брат бургундского короля Бозона). В 1365 году в Дижоне началось строительство Дворца герцогов Бургундских. В годы Столетней войны Бургундское герцогство обрело самостоятельность, а его влияние распространяется на север и достигает Северного моря (Бургундские Нидерланды). Территориальная разорванность Бургундских Нидерландов и герцогства Бургундии с центром в Дижоне спровоцировала Бургундские войны. В 1477 году в битве при Нанси погиб последний герцог Бургундии Карл Смелый, а территории Бургундии, Франш-Конте и Пикардии окончательно вошли в состав Франции. Бургундия из герцогства превращается в провинцию.
В годы Второй мировой войны нацисты вынашивали планы возрождения Бургундии от Ла-Манша до Средиземного моря, которое бы включало в себя восточную Францию (Артуа, Лотарингия, Пикардия, Прованс, Франш-Конте и Шампань)
В настоящее время топоним Бургундия наследует французский регион Бургундия — Франш-Конте.